# Kurt Sitte
Kurt Sitte, né le 1er décembre 1910 à Reichenberg, royaume de Bohême, Autriche-Hongrie et mort le 20 juin 1993 à Fribourg-en-Brisgau, est un physicien nucléaire tchéco-allemand originaire des Sudètes, ancien prisonnier politique du camp de concentration de Buchenwald dont il sera témoin du procès après la guerre, et professeur d'université en Tchécoslovaquie, aux États-Unis, au Brésil, en Israël et en Allemagne. Il est « le premier espion spatial de l'histoire et l'accusé du premier procès pour espionnage de l'histoire d'Israël »"

## Biographie
Il est le fils du professeur et peintre Kurt Sitte et de sa femme Gisela Schicht. Après son diplôme d'études secondaires, il étudie les mathématiques et la physique à l'Université allemande de Prague (de), où il passe son doctorat en 1932. Il obtient son diplôme de physique à Prague en 1935, puis y travaille comme privatdozent. Il préside le groupe de discussion démocratique Die Tat à Reichenberg et est actif dans la résistance antifasciste des Sudètes allemandes. Lors de la crise des Sudètes à la veille des accords de Munich, il fait partie, le 18 septembre 1938, des cofondateurs du Conseil national de tous les Allemands des Sudètes en quête de paix.
Après l'annexion de ce qui reste de la République tchèque par le Troisième Reich en mars 1939, Sitte est d'abord emprisonné à Prague, puis brièvement envoyé au camp de camp de concentration de Dachau comme prisonnier politique. Fin septembre 1939, il est transféré au camp de concentration de Buchenwald. À partir du printemps 1942, il travailla au service de pathologie SS du camp et y devient adjoint du Kapo Gustav Wegerer. Tous deux dispensent aux détenus intéressés des cours sur des sujets médicaux et biologiques, comme l'a rapporté leur codétenu Eugen Kogon. Le médecin du camp de concentration Waldemar Hoven fait rédiger par Wegerer et Sitte sa thèse intitulée « Tentatives de traitement de la tuberculose pulmonaire par inhalation de carbone colloïdal ». Le nom de Sitte figure sur une liste de 46 prisonniers politiques que les SS veulent exécuter peu de temps avant la libération du camp. Cependant, comme presque tout le monde sur la liste, il se cache dans le camp. Le 11 avril 1945, il assiste à la libération du camp de concentration de Buchenwald par l'armée américaine. Sa compagne et future épouse, une Juive de Prague, survit également.
Après la guerre, il est chargé de recherche aux universités d'Édimbourg et de Manchester à partir de 1946.

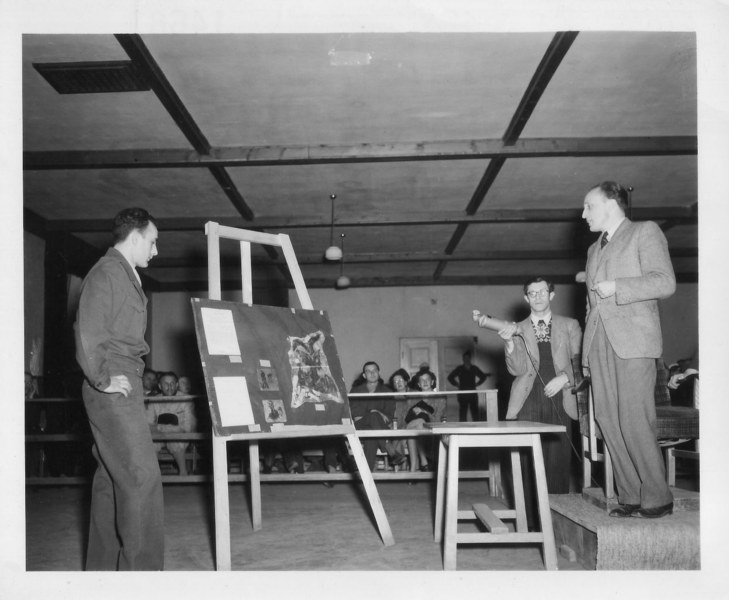
Kurt Sitte identifie une peau humaine tatouée lors du principal procès Buchenwald à Dachau, le 16 juin avril 1947.

En avril 1947, il est témoin à charge dans le procès principal de Buchenwald. Dans ce contexte, il identifie de la peau humaine préparée provenant du camp. Selon sa déclaration, les préparations de peau étaient fabriquées à Buchenwald et leur utilisation était décidée ailleurs. Ses déclarations incriminent Ilse Koch, la soi-disant « Kommandeuse de Buchenwald », bien qu'aucune culpabilité spécifique n'ait été prouvée — ni une quelconque possession des objets concernés ni un ordre de faire tuer des prisonniers tatoués à cause de leur peau. L'emprisonnement à perpétuité d'Ilse Koch est réduit à quatre ans d'emprisonnement en 1948 par un tribunal militaire dans le cadre d'une procédure d'appel. Sitte est également interrogé par les membres d'une commission d'enquête composée de sénateurs américains au sujet d'une tête réduite de Buchenwald. Il confirme qu'il s'agit d'une tête humaine. Il déclare que c'est l'un des deux exemplaires de la collection de pathologie SS et qu'il a vu les victimes vivantes. Selon lui, ces deux têtes proviennent de deux prisonniers polonais qui ont tenté sans succès de s'évader de Buchenwald fin 1939 ou 1940. Tous deux ont été repris, fouettés devant les détenus rassemblés, puis pendus en secret dans le crématorium du camp.
Kurt Sitte part aux États-Unis en 1948 et devient professeur de physique à l'université de Syracuse. Il y commence des recherches en physique nucléaire et le rayonnement cosmique. Il est membre de l'Académie des sciences de New York en 1953. En raison de son amitié avec les communistes tchécoslovaques, qu'il connaît de Buchenwald et à qui il rend visite lors de ses voyages dans le bloc de l'Est, il est sous la surveillance du FBI. En 1953, après que le FBI a recommandé à Sitte de ne pas renouveler son permis de séjour, il quitte les États-Unis. En 1953-54, il accepte un poste de professeur invité à l'Université de São Paulo Aux États-Unis, il est finalement fiché comme représentant un risque pour la sécurité des États-Unis. Lors d'un voyage d'affaires à Rome, il se voit refuser une nuit dans un hôtel lors d'une escale à New York et doit immédiatement retourner au Brésil – encadré par le FBI.
En octobre 1954, il trouve un emploi d'expert en physique nucléaire au Technion (Technikum) de Haïfa et y crée le département de physique nucléaire. En 1955, il devient président de l'Israel Physical Society. Par ses mandats et ses fonctions, il est également au courant des projets de recherche sur la physique nucléaire à l'Institut Weizmann pour les sciences et à l'Université hébraïque de Jérusalem. Il se voit confier le traitement des commandes étrangères, y compris des projets spatiaux pour l'United States Air Force (USAF). En 1959, il devient directeur adjoint de l'institut de recherche du Technikum, dominé par des conseils de surveillance américains, britanniques et canadiens, et est expert de l'évaluation pratique des recherches spatiales qui y sont menées. En raison de sa position, il est sous la surveillance des services secrets israéliens. Il éveille les soupçons non seulement à cause de ses voyages en Tchécoslovaquie communiste et de ses deux séjours en Union soviétique, mais aussi à cause de plusieurs rencontres avec un diplomate tchèque dans divers cafés dès le début des années 1960. En juin 1960, il demande à ses employés de rédiger des rapports sur leurs travaux de recherche. Le 15 juin 1960, il est finalement arrêté dans sa villa de Haïfa et sa propriété est fouillée. Il est accusé de divulgation de secrets d'État à des puissances étrangères. Lors des interrogatoires, il admet ses contacts avec le diplomate tchèque. Il déclare avoir voulu protéger les membres de sa famille qui vivent en Tchécoslovaquie et que ces discussions n'ont pour but que d'échanger des informations entre scientifiques. Selon les services secrets israéliens, Kurt Sitte craint que ses recherches sur les rayons cosmiques comme source potentielle d'énergie ne débouchent sur un différend entre les deux puissances mondiales, les États-Unis et l'Union soviétique, et il a pour cette raison divulgué des informations aux Soviétiques. Devant le tribunal de district de Haïfa commencé le 5 mai le procès secret de Sitte, à huis clos, pour violation de la loi israélienne sur la sécurité de l'État de 1957. Le 7 février 1961, il est condamné à cinq ans de prison pour avoir transmis des informations secrètes à une puissance étrangère ; la peine est confirmée en appel mais il est libéré deux ans plus tard pour bonne conduite le 26 mars 1963.
Kurt Sitte, qui a la nationalité allemande, part en République fédérale d'Allemagne avec sa seconde épouse. À partir de 1963, il est marié à Judith Sitte-Amon, née Krymokowski. Le couple a un fils. De 1963 à 1971, il est professeur invité puis professeur honoraire à l'Université de Fribourg-en-Brisgau. En outre, il travaille de 1964 à 1967 à l'institut Max-Planck de physique nucléaire à Heidelberg. De 1970 à 1983, il est membre du Conseil scientifique du Laboratorio di Cosmo-Geofisica del CNR de Turin, où il est professeur de physique de 1966 à 1970 Il est l'auteur de nombreuses publications spécialisées.